# Берёзовский мамонт
Берёзовский мамонт — уникальный хорошо сохранившийся в вечной мерзлоте экземпляр взрослого самца шерстистого мамонта, находящийся в экспозиции Зоологического музея Зоологического института РАН. Назван в честь реки Берёзовки, на берегу которой был найден.

## История находки
Труп мамонта обнаружил охотник-эвен Семён Тарабыкин на берегу реки Берёзовки, правого притока Колымы, в августе 1900 года. По другим сведениям, мамонт был найден в местности, находящейся в 300 верстах от Среднеколымска, над рекою Берёзовка, впадающей в Колыму. Мамонт был найден казаком колымской команды Иннокентием Николаевым Явловским. Из Якутска о находке сообщили в Петербург, и 3 мая 1901 года экспедиция Академии Наук, включавшая старшего зоолога Зоологического Музея О. Ф. Герца, препаратора Е. Пфиценмайера и геолога П. Севастьянова, отправилась на место; она прибыла туда в начале сентября.
Раскопки длились 4,5 месяца, и в феврале 1902 года останки мамонта прибыли в Иркутск, откуда их по железной дороге отправили в Петербург. В 1903 году уникальное чучело Берёзовского мамонта было выставлено для обозрения в музее.

## Описание
Находка представляла собой замороженный труп взрослого (45—50 лет) самца мамонта. Мамонт лежал в необычной позе — на животе, с вытянутыми вперёд и немного согнутыми ногами. Верхняя часть головы и спина уже оттаяли, поэтому их сильно погрызли хищники. Также не было большей части хобота. У мамонта при жизни были сломаны таз и плечо. Очевидно, животное умерло почти мгновенно, свалившись в глубокую промоину или упав с обрыва; во рту зверя были обнаружены непережёванные остатки травы. Сохранившиеся растительные останки определили как Carex sp. (осока), Thymus serpillum (тимьян ползучий), Ranunculus acer (лютик едкий), Gentiana sp. (горечавка), Cypripedium sp. (башмачок) и Papaver alpinum  (альпийский мак). У многих растений обнаружились семена, поэтому считается, что мамонт погиб в конце лета.

## Современное состояние
Экспозиция воспроизводит картину раскопок, поэтому чучелу придали ту же позу, в которой находилось замороженное тело мамонта.

## Древность находки
Радиоуглеродный анализ указывает, что возраст Берёзовского мамонта около 44 000 лет.

## Примечательные факты
- Берёзовский мамонт упоминается в рассказе немецкого писателя Ганса Гейнца Эверса «Конец Джона Гамильтона Ллевелина»[3] и в книге Линкольна Чайлда «Лёд-15».